# Heresiarches lieftincki
Heresiarches lieftincki là một loài tò vò trong họ Ichneumonidae.